# World Sailing Speed Record Council

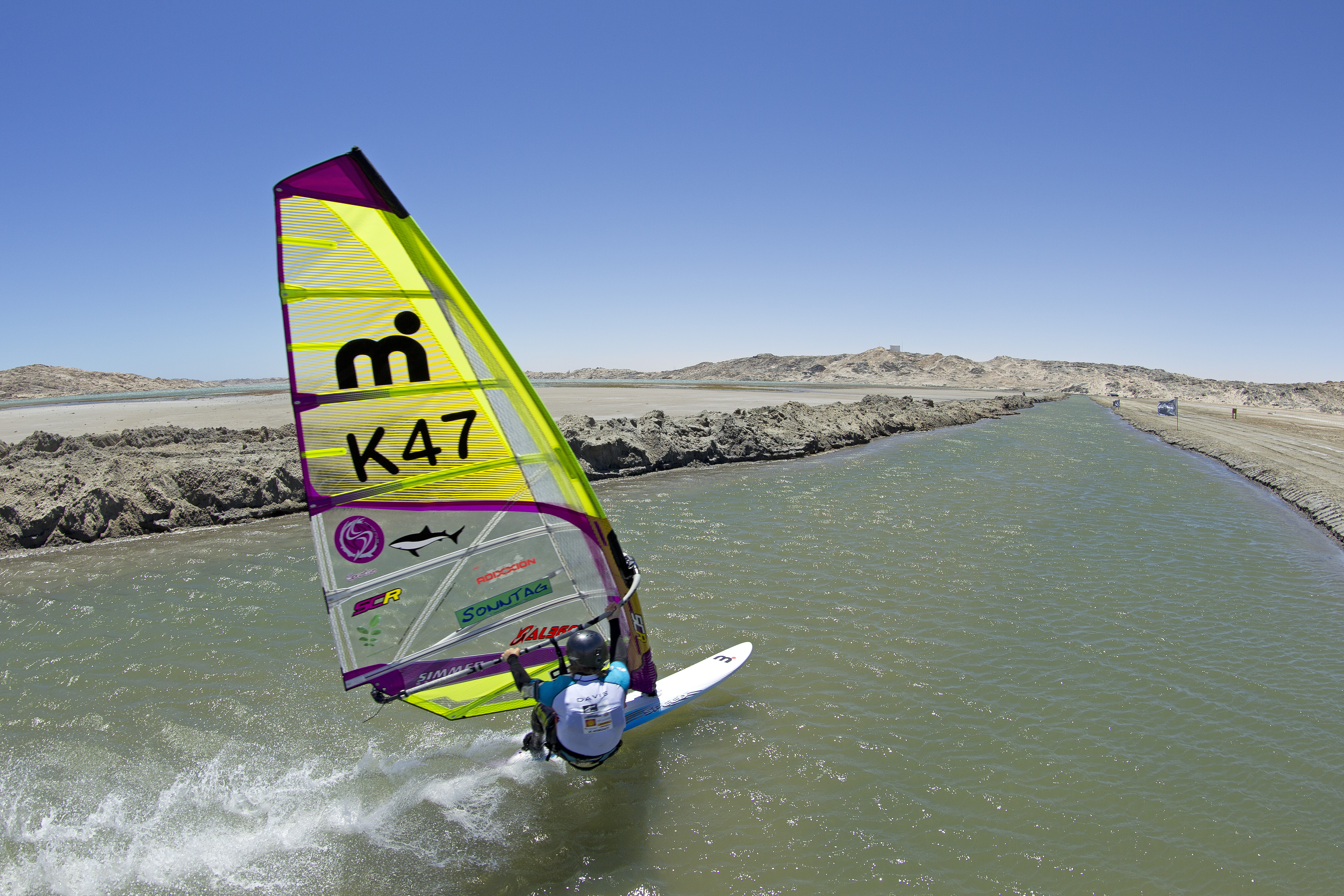
Zara Davis bei einem ihrer Rekordversuche in Lüderitz, Namibia

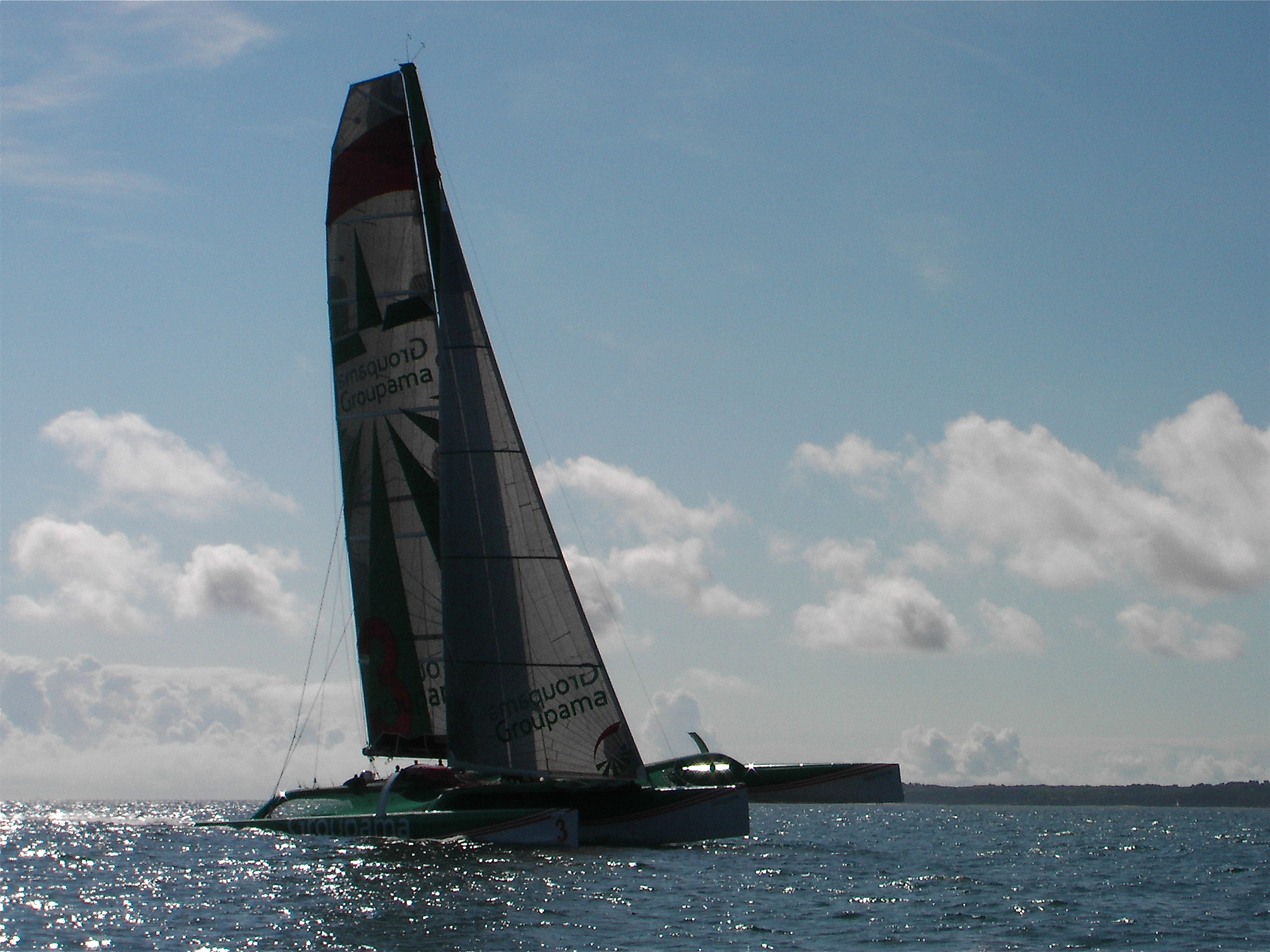
Die Groupama 3, die im Juni 2007 mit 27 Knoten Durchschnittsgeschwindigkeit (derzeit Rang 5 der bestätigten Streckenrekorde) auf der Route von Miami nach New York gemessen wurde

Der World Sailing Speed Record Council (WSSRC) ist die Körperschaft, die Segelrekorde zu Wasser durch Boote, Katamarane, Trimarane, mit Windsurfen oder Kitesurfen bestätigt (nicht auf Eis und nicht an Land).
Das WSSRC wurde 1972 durch die International Sailing Federation (ISAF, vorher International Yacht Racing Union, IYRU, seit 2015 World Sailing – A Sport for Life) gegründet. Es beschränkte sich anfangs darauf, nur Streckenrekorde für 500 Meter in einer Richtung zu behandeln. Hingegen ist es seit 1988 auch für Offshore-Segelrekorde zuständig.
Seit 2001 ist im WSSRC ein ständiges Sekretariat eingerichtet. Mitglieder des Expertenrats kommen aus Australien, Frankreich, Großbritannien und den Vereinigten Staaten und treffen sich ein- bis zweimal pro Jahr. Die Rekordhalter und ihre Zeiten werden für Rekorde aufgelistet, die den Regeln des WSSRC entsprechen. Außerdem stellt der WSSRC auch Zertifikate für Segler aus, die – auch ohne einen Rekord zu brechen – offiziell die Zeit auf einer festgelegten Strecke gemessen bekommen wollen.

## Historie und aktuelle Rekorde
Den ersten 500-m-Rekord erzielte 1972 Timothy Colman, ein Zeitungsverleger, mit 26,3 Knoten mit seiner Crossbow, 60 Fuß lang und in der Bauweise einer Proa. Portland Harbour war als beste Mess-Strecke ermittelt worden und wegen seiner Anlage wurden 500 Meter als die zu segelnde Distanz festgelegt. Colman hielt sich sechs Jahre lang an der Spitze, mit der Crossbow 2 erzielte er 36 Knoten, während sein nächster Rivale, die Icarus, ein Tragflügelboot, nur 28,15 Knoten erzielte. So hätte der Wettbewerb zu einer Materialschlacht reicher Yachtbesitzer verkommen können, wenn nicht die Windsurfer (und später die Kite-Surfer) aufgekommen wären: 1986 beendete Pascal Maka die Crossbow-Ära mit einer Geschwindigkeit von 38,86 Knoten, nicht mehr in Portland, sondern im spanischen Sotavento.

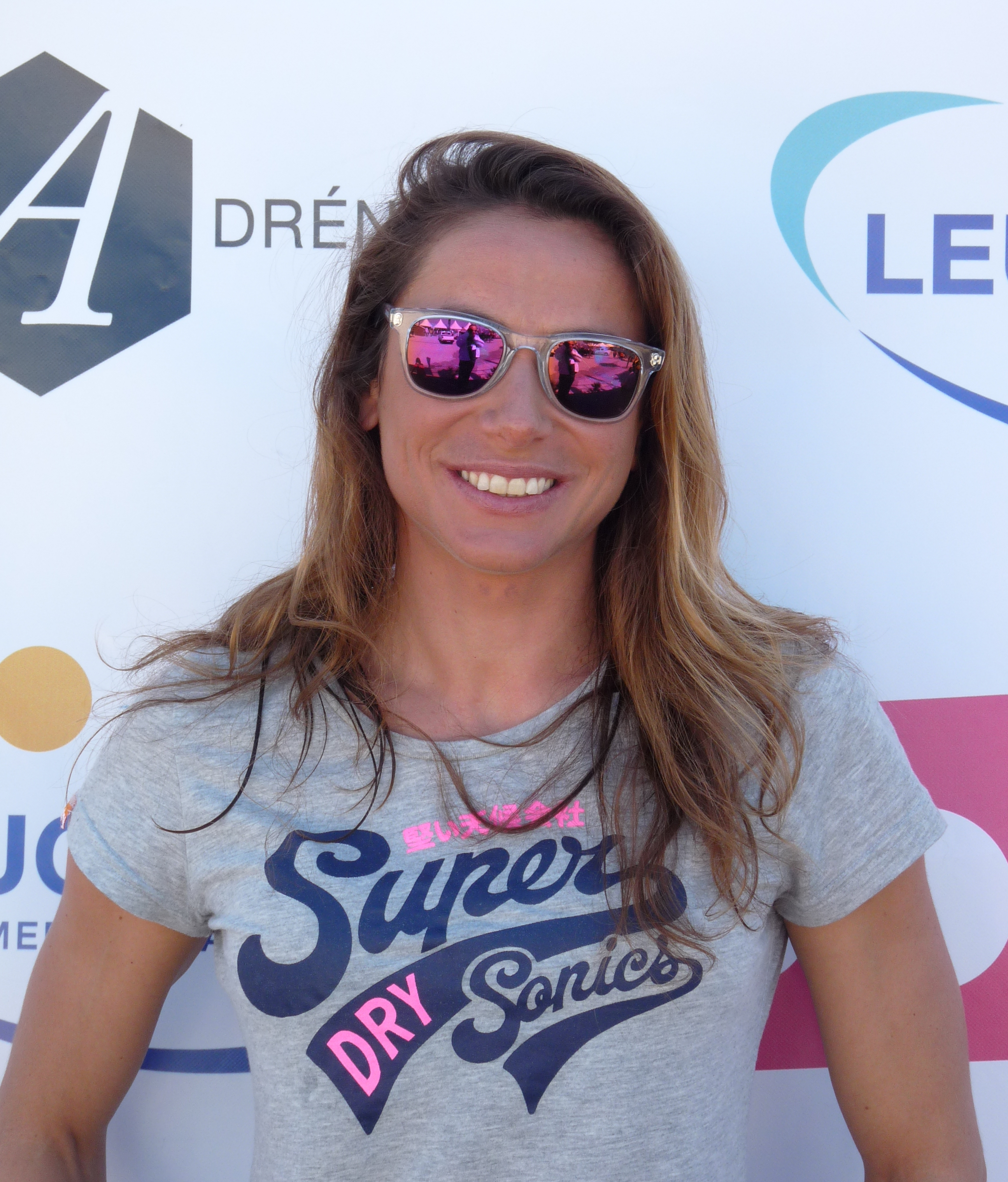
Charlotte Consorti (* 1978), dreifache Geschwindigkeits-Weltmeisterin auf dem Kite

Eine dramatische Steigerung erzielten Enthusiasten in Frankreich, die sich den Mistral zunutze machten und 2008 vor Saintes Maries de la Mer im sogenannten French Trench Geschwindigkeiten von einem Bruchteil unter 50 Knoten erreichten, bevor es von solch exotischen Plätzen wie dem Windkanal bei Lüderitz in Namibia abgelöst wurde, wo sich Windsurfer, Kitesurfer und Segler immer wieder den Rekord abjagten. Seit 2007 wird in Lüderitz mit der Lüderitz Speed Challenge alljährlich einer der wichtigsten internationalen Kite- und Windsurf-Wettbewerbe ausgetragen. Die Kitesurfer knackten als erste 2008 die 50-Knoten-Marke, Sebastien Cattelan (Frankreich), Rob Douglas (USA) und Alexandre Caizergues (ebenfalls Frankreich) erreichten 2008–2010 Geschwindigkeiten darüber eben in Lüderitz, während 2009 Alain Thebault (Frankreich) mit seiner Hydroptère mit 51,37 Knoten in Hyères kurz den Rekord zu den Segelyachten zurückholte. Die Vestas Sailrocket 2 mit Paul Larsen (Australien) setzte dann 2012 gleich dreimal hintereinander die Messlatte mit erst 59,23 Knoten, dann 59,37 Knoten und derzeit ungeschlagenen 65,45 Knoten wieder deutlich nach oben. Die derzeit schnellste Frau ist auch die erste, die die 50 Knoten-Marke bei den Frauen übertraf: die Kitesurferin Charlotte Consorti (Frankreich) mit 50,43 Knoten in Lüderitz.

## Deutsche Rekorde
Auf Fuerteventura erzielte Jochen Krauth im Juli 1995 41,90 Knoten. Die weiteren nationalen Rekorde der Deutschen wurden alle in Lüderitz gemessen: zunächst Dirk Hanel im Oktober 2007 mit 42,44 Knoten. Deutlich näher an die 50-Knoten-Marke rückten Wolfram Reiners im Oktober 2011 mit 46,26 Knoten, Christian Bornemann im November 2012 mit 46,75 Knoten und Jochen Bock mit 49,36 Knoten. Übertroffen wurde sie schließlich im Oktober 2015 von Christian Bornemann mit 50,20 Knoten.